# Luis Antonio Beauxis
Luis Antonio Beauxis (* 4. Januar 1960 in Montevideo, Uruguay) ist ein uruguayischer Schriftsteller.
Beauxis veröffentlichte Geschichten in verschiedenen Zeitungen und Zeitschriften, darunter Mate Amargo, El Popular, La República und Alternativa Socialista. Auch in den Anthologien Más vale nunca que tarde, Diez de los noventa, Hombres de mucha monta und La cara oculta de la luna sind Werke von Beauxis enthalten. In den Jahren 1992, 1993 und 1994 erschienen seine drei Bücher Ficciones en su tinta, Cuenticulario und Oras memorias.
1983 wurde er in São Paulo im Rahmen des Geschichten-Wettbewerbs Jornal Real mit dem Ersten Preis ausgezeichnet. Auch an mehreren weiteren Wettbewerben nahm er teil und erhielt dort Erwähnungen, so beispielsweise 1980 bei der 3. Feria Internacional del Libro, jeweils 1987 bei 30 Años del diario "El Popular" und 100 Años de "El Día" sowie 1996 beim von der Asociación de Bancarios del Uruguay (AEBU) ausgerichteten Cuentos de verano.

## Veröffentlichungen (Auszug)
- 1990 Más vale nunca que tarde, Anthologie
- 1991: Diez de los noventa, Anthologie
- 1992: Ficciones en su tinta
- 1993: Cuenticulario
- 1993: Hombres de mucha monta, Anthologie
- 1994: Otras memorias
- 1996: La cara oculta de la luna, Anthologie

## Auszeichnungen
- 1983: Erster Preis des Geschichten-Wettbewerbs Jornal Real, São Paulo, Brasilien